# PORT.hu
A PORT.hu a leglátogatottabb hazai kulturális programajánló portál.
A PORT.hu Kft. az Indamedia Network Zrt. csoport tagja. Vezérigazgató: Ziegler Gábor Kiadásért felel: Vándor Attila ügyvezető.

## Története

### Fontosabb mérföldkövek
1995-ben Veszelovszki Zsolt elindította a Port.hu oldalt. A minimális összeggel alapított „garázscég” napjainkra a leglátogatottabb hazai kulturális programajánló portállá nőtt, és az egyik legjelentősebb kulturális adatbázist fejlesztette ki.
A kétezres évektől a magyar sikerek hatására a környező országok közül az alábbiakban, saját nyelven is elérhetővé vált a Port:
- port.ro (2000)
- port.cz (2006)
- port.sk (2007)
- port.hr (2008)
- port.rs (2009)

2009. óta egy aktuálisan moziban játszott filmcímet a település nevével a Google keresőbe beírva a Port.hu adatbázisa alapján a vetítés helyét és idejét kapjuk meg nulladik találatként.
2012-ben a Port.hu és a Libri Könyvkereskedelmi Kft. többéves sikeres együttműködést követően egyesült. A stratégiai partnerség újabb lehetőségeket nyitott mindkét cég életében, tovább növelve stabil piaci helyzetüket.
2014-ben a Libri-Shopline leányvállalatától, a Libri Kft.-től a Közép Európai Média és Kiadó Zrt. érdekeltségébe tartozó CEMP cégcsoporthoz kerül a Port.hu kiadója, az LS Media Network Kft.
2015-től a Port.hu kiadója a Fidelio Media Kft.
2016-tól a reklámfelületeinek értékesítését CEMP Sales House kezeli.
2016 novemberében kívül-belül átalakult a magyar oldal, reszponzívvá vált, megújult a keresője, és több olvasmányos cikkel várja az olvasókat.
2017. január 5-én megszűnt a cseh, szlovák, horvát és szerb kiadás, amit január 11-én a román követett.

## Állandó rovatok
A Port.hu nemcsak egyedülállóan részletes tévéműsort és filmadatbázist kínál, hanem a hazai szabadidős-kulturális kínálat szinte valamennyi lehetőségét átfogja. Folyamatos megújulása az olvasói igényeket és a technológiai változásokat követi. Oldalain 177 700 film, 426 000 személyi adatlap, 44 000 helyszín, TV-rovatában 224 csatorna részletes műsora kereshető.
1. TV
2. Mozi
3. Színház
4. Fesztivál
5. Zene
6. Kiállítás
7. Rádió
8. Könyv
9. Magazin
10. Gyerek
11. Jegy

## Filmes és tévés adatlapok
A filmes és tévés adatlapok rögzítését, szerkesztését a Media-Press.TV (korábban Port Data Kft.) látja el. A Media-Press.TV és leánycégei az alábbi közép-kelet-európai országokban vannak jelen és szolgáltatnak adatokat:
- Románia,
- Lengyelország,
- Csehország,
- Szlovákia,
- Horvátország,
- Szerbia és Montenegró
- Németország
- Franciaország
- Bulgária
- Litvánia

2015 óta a Port Data Kft. különvált a Fidelio Media Kft.-től, és önálló adatkezelési üzletágként a Port.hu mellett más hazai és nemzetközi cégek számára is értékesít műsorinformációs adatokat (Telekom, Yettel, One stb.). Nemzetközi versenytársai Gracenote, Media Press, Rovi. A Port Data Kft. 2017. március 3-án új tulajdonoshoz, a media press Group-hoz került.